# Polyphematia bicorne
Polyphematia bicorne är en mångfotingart som beskrevs av Karl Wilhelm Verhoeff 1935. Polyphematia bicorne ingår i släktet Polyphematia och familjen Attemsiidae. Inga underarter finns listade i Catalogue of Life.